# Blasco de Grañén
Blasco de Grañén chiamato anche Maestro de Lanaja (Saragozza, ... – Saragozza, ottobre 1459) è stato un pittore spagnolo, attivo in Aragona dal 1422.

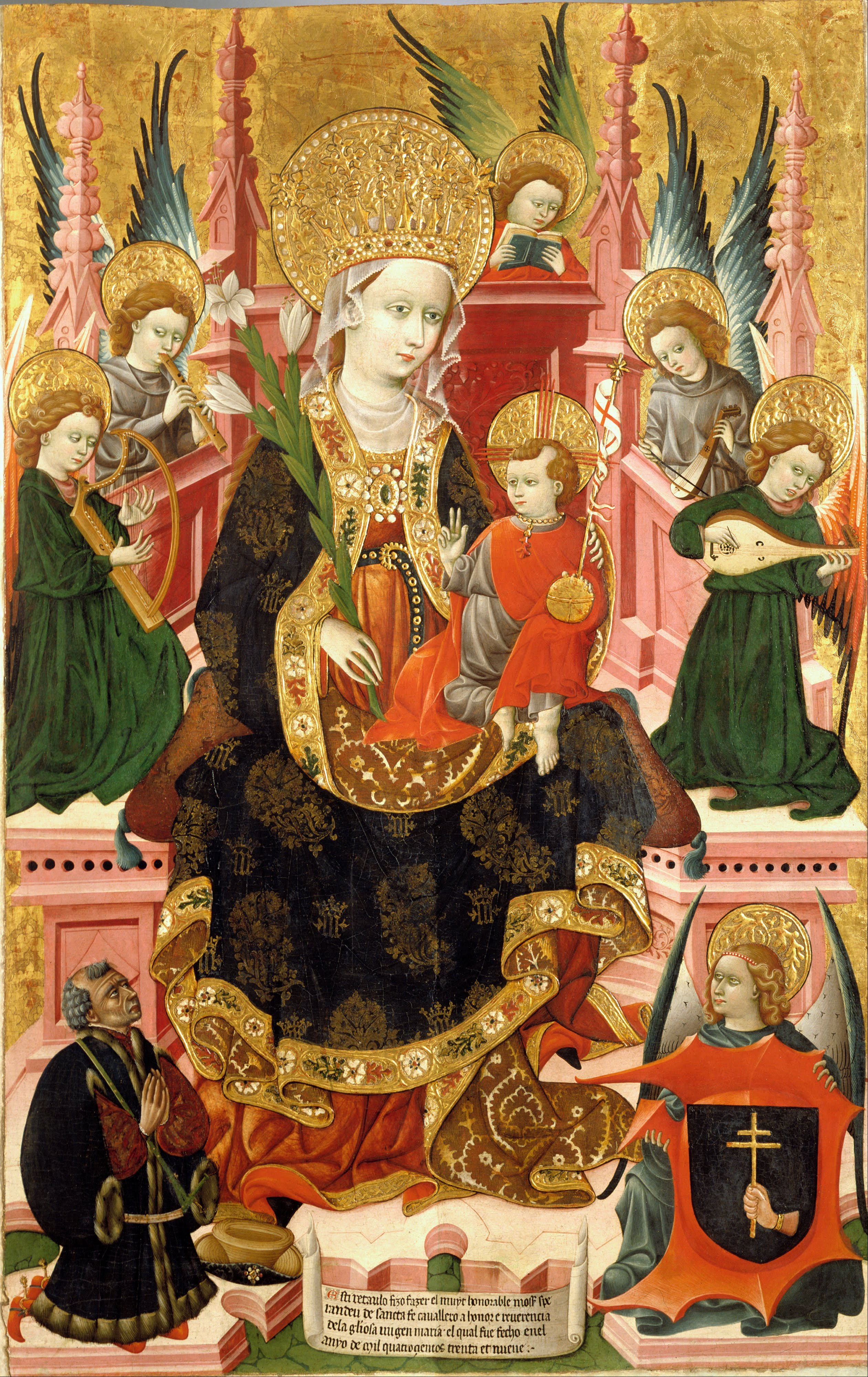
Vergine di Mosén Esperandeu di Santa Fe (1439), tavola proveniente della pala della chiesa del convento di Santo Francisco (Tarazona, Saragozza). Tempera su tavola, 165 × 107 cm. Museo Lázaro Galdiano. Nel cartiglio inferiore si legge: «Esti retaulo fizo fazer el muyt honorable Moss[én] Sperandeu de Sancta Fe cauallero a honor e reuerencia de la gl[or]iosa Virgen María, el qual fue fecho en el anyo de mil cuatroçientos trenta et nueve».

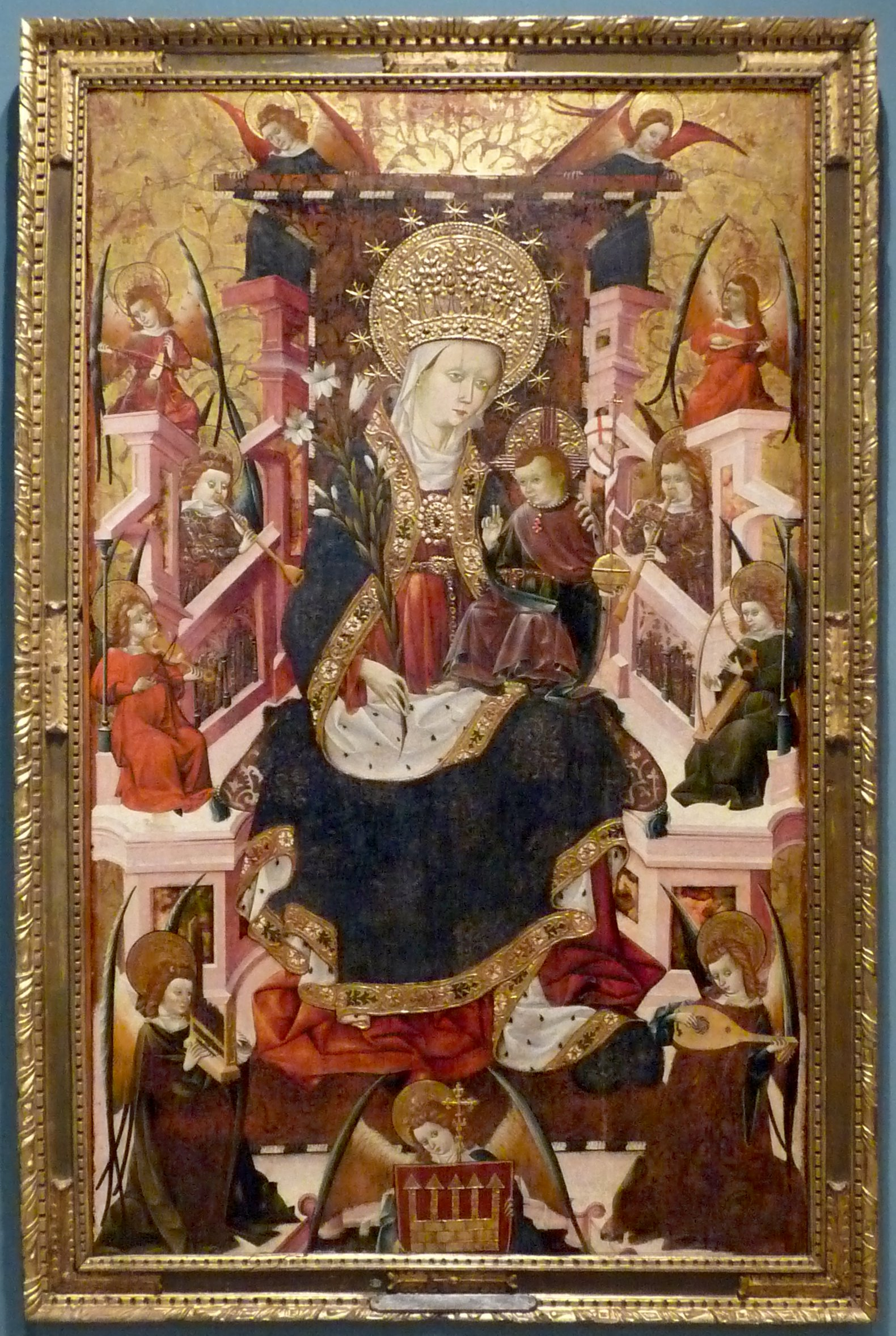
María, Regina dei Cieli (1439), della pala della chiesa di Santa María la Maggiore di Albalate del Arzobispo (Teruel). Tempera su tavola, 233 × 143 cm. Museo di Saragozza. Di stile tardo gotico, rappresenta la Vergine con il Bambino sul trono circondata di angeli musicisti. Il Bambino Gesù sostiene una Croce di San Giorgio.

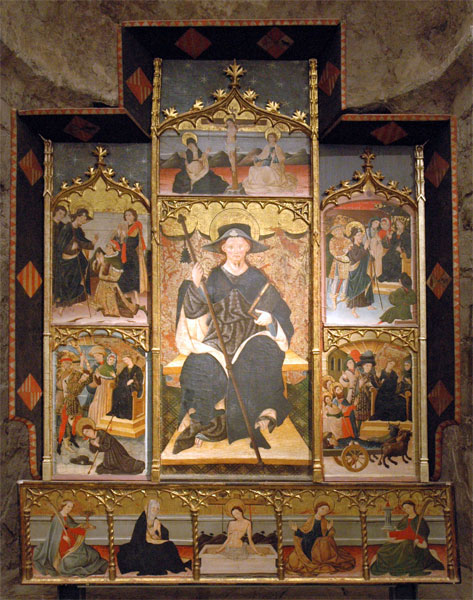
Pala di Santiago per il Monastero di San Pedro de Siresa.

Pittore con bottega di riconosciuta fama a Saragozza, venne nominato pittore del re Giovanni II d'Aragona. Ebbe come aiutante, tra gli altri, Pedro García di Benavarre, con il quale realizzò, nel 1445, delle pale d'altare per il Monastero di San Pedro de Siresa.

## Biografia
Grañén era un seguace di Juan de Leví. Nel 1435, realizzò una pala per la confraternita di Santa María dell'Illuminazione di Saragozza. Due anni dopo eseguì una pala per l'altare di San Giacomo per la chiesa di Santa María di Épila. 
Per la chiesa del San Salvatore di Ejea de los Caballeros, nel 1440, gli fu commissionata la pala maggiore che alla sua morte lasciò incompleta e fu poi terminata da suo nipote Martín de Soria, che sicuramente collaborava già con suo zio oltre che con il pittore Juan Ríus. Conservata in situ, non è facile determinare la parte realizzata da ciascuno dei due pittori, a parte le scene dedicate alla Passione di Cristo, dall'Ultima cena alla Salita al Calvario, che sembrano opere interamente di mano di Grañén. Nel 1476 Soria riscosse, dai parrocchiani di San Salvatore, il saldo per il completamento dell'opera, ma l'anno 1454, scritto in numeri romani nella tavola delle Nozze di Cana induce a pensare che l'opera si trovava già in stato di completamento molto avanzato, al momento della morte di Grañén.
L'elevata somma richiesta da Blasco di Grañén per completare la pala di Ejea (diecimila scudi) era giustificata non solo dalla dimensione dell'opera, ma perché nel prezzo era incluso il costo della cornice di duemila seicento scudi. 
In un documento di riscossione per la pala di Aguilón, realizzata da Martín di Soria, dicendosi suo nipote, informa della morte di Grañén occorsa nel 1459 a Saragozza.
Al momento della sua morte, nell'ottobre del 1459, la sua vedova, doña Bianca di Tena, insieme a don Pedro Oriz, chierico e rettore della chiesa di Santa Croce di Saragozza, parrocchia nella quale era stato officiato il matrimonio di Grañén per ragioni di vicinato, raccolsero le ultime volontà dell'artista. In esse c'era l'indicazione di far completare le pale di Épila e di Ejea de los Caballeros tra gli altri lavori. Venne incaricato del completamento delle opere suo nipote, il pittore saragozzano Martín di Soria, documentato a Saragozza dal 1449 al 1487. I lavori di ebanisteria erano lasciati ai fratelli Sariñena, che avrebbero completato il lavoro agli inizi del mese di aprile del 1464.

## Opere
- San Michele Arcangelo
- Pala della chiesa di Lanaja (Huesca)
- Pala della chiesa di Ontiñena (Huesca)
- Pala del convento di Santo Francisco di Tarazona (Saragozza)
- Pala della chiesa di Santo Salvatore di Ejea de los Caballeros (completata da suo nipote Martín de Soria)
- Pala della chiesa parrocchiale di Tosos (Saragozza)
- Pala della chiesa di Santa María la Maggiore di Albalate del Arzobispo (Teruel)
- Pala del Monastero di San Pedro de Siresa (Valle de Hecho, Huesca)
- Pala del monastero di Santa María di Sigena (Los Monegros, Huesca)
- Pala di San Blas, la Vergine della Misericordia e San Tommaso Becket di Anento (Saragozza)